# Kneiffia
Kneiffia  es un género de plantas con flores con quince especies aceptadas, perteneciente a la familia Onagraceae.

## Especies aceptadas
- Kneiffia allenii (Britton) Small
- Kneiffia arenicola Small
- Kneiffia brevistipata Pennell
- Kneiffia fruticosa (L.) Spach ex Raim.
- Kneiffia glauca (Michx.) Spach
- Kneiffia hybrida Small
- Kneiffia latifolia Rydb.
- Kneiffia pilosella (Raf.) A. Heller
- Kneiffia pratensis Small
- Kneiffia pumila (L.) Spach - yerba del porrazo[1] (México)
- Kneiffia riparia (Nutt.) Walp.
- Kneiffia semiglandulosa Pennell
- Kneiffia spachiana (Torr. & A. Gray) Small
- Kneiffia subglobosa Small
- Kneiffia tetragona (Roth) Pennell[2]